# Marini de Livera
Marini de Livera est une avocate et une militante sociale srilankaise qui a également été président de l'Autorité nationale de protection de l'enfance (NCPA) au Sri Lanka. Elle est aussi la fondatrice et présidente de Sisters at Law, où elle est avocate bénévole pour les femmes et les enfants victimes d'actes criminels et fait la promotion de la protection de remplacement pour les enfants pris au piège dans les orphelinats. Le 13 mars 2019, elle reçoit le prix international de la femme de courage.

## Biographie
Marini De Livera est titulaire d'un diplôme d'études supérieures en droits de l'homme et d'un diplôme en discours et théâtre du Trinity College (en) de Londres. Elle est également reconnue pour son action sociale importante au Sri Lanka, en particulier pour avoir aidé les femmes et les enfants victimes qui sont affectés par des activités criminelles, et pour avoir été brièvement formatrice en droits humains pour l'armée srilankaise.
En avril 2017, elle est nommée membre du conseil du National Child Protection Authority (NCPA) du Sri Lanka, succédant à Natasha Balendran.
Elle reçoit, le 7 mars 2019, le prix international de la femme de courage, remis par Melania Trump, première dame des États-Unis et Mike Pompeo, secrétaire d'État des États-Unis.

## Source de la traduction
- (en) Cet article est partiellement ou en totalité issu de l’article de Wikipédia en anglais intitulé « Marini De Livera » (voir la liste des auteurs).